# Diego Cagna
Diego Sebastián Cagna (ur. 19 kwietnia 1970 w Buenos Aires) – argentyński piłkarz występujący najczęściej na pozycji pomocnika, obecnie trener.
Pięciokrotny mistrz Argentyny (jeden tytuł z Independiente i cztery z Boca Juniors), zwycięzca Copa Libertadores 2003, Pucharu Interkontynentalnego 2003, Copa Sudamericana 2004, Copa Sudamericana 2005 i Recopa Sudamericana 2005, z reprezentacją Argentyny zdobywca Pucharu Konfederacji 1992, złoty medalista Igrzysk Panamerykańskich 1995 i uczestnik Copa América 1999.

## Gole w reprezentacji
| #  | Data             | Miejsce            | Przeciwnik | Gol | Wynik | Zawody          |
| -- | ---------------- | ------------------ | ---------- | --- | ----- | --------------- |
| 1. | 15 kwietnia 1998 | Jerozolima, Izrael | Izrael     | 1–1 | 1–2   | Mecz towarzyski |